# Ramal de Marina
El ramal de Marina era un ramal ferroviari d'ample ibèric propietat de RENFE que es trobava als municipis de Sant Adrià de Besòs i Barcelona (districte de Sant Martí i Ciutat Vella). El ramal formava part de l'últim tram de la línia Barcelona-Mataró, sent part de la primera línia de ferrocarril de la península Ibèrica, i enllaçava l'estació de Sant Adrià de Besòs i l'Estació de les Rodalies, annexa a l'Estació de França. Hi circulaven trens de rodalia, en l'última etapa concretament de la R1 de Rodalia de Barcelona.
Inicialment el ramal tenia la terminal a la vora de la plaça del Torín entre la Barceloneta i la Ribera, posteriorment reemplaçada per l'Estació de les Rodalies. També formaven part del ramal dues estacions més, la del Poblenou i la de mercaderies del Bogatell. Durant una època el ramal continuava fins a Montjuïc amb la línia de Vilanova passant pel Morrot.
L'últim tren circulà per aquest ramal el 31 de maig de 1989. El ramal fou eliminat per alliberar sól a la costa del Poblenou on es va construir la Vila Olímpica del Poblenou i va servir per regenerar aquest districte de Barcelona. Per permetre la unió de la línia del Maresme amb Barcelona es va construir el ramal Besòs. Les conseqüències de l'eliminació del ramal van ser l'alliberació de 4 km a la façana del litoral de Barcelona, 40 ha de sòl lliure, la construcció de la Ronda del Litoral i millorar de la connectivitat amb la zona de la Vila Olímpica i de l'eixample del Poblenou.